# زكريا الحسين
زكريا الحسين (مواليد 1 يناير 1991 في حمص)، هو لاعب كرة سلة سوري.و لاعب في المنتخب السوري لكرة السلة و يتصدر قائمة هدافي ذهاب  سجل 34 نقطة في مباراة واحدة في ديربي العاصي